# هر روز زاده می‌شوم (کتاب)
هر روز زاده می‌شوم: گفتگو با محمود درویش و گزیده اشعارش است که توسط نشر فرهنگ جاوید منتشر شده است.
این کتاب را محمد حزبایی‌زاده روزنامه‌نگار، مترجم، نویسنده و فعال خوزستانی از عربی به فارسی ترجمه کرده است.

## دربارهٔ کتاب
محمود درویش فلسطینی و از شاعران بزرگ و نوگرای جهان عرب است. در کتاب حاضر، عبده وازن، منتقد ادبی لبنانی و سردبیر فرهنگی روزنامه الحیات با وی، مصاحبه‌ای طولانی انجام می‌دهد و درویش از تحولات آزادی‌خواهانة خود در دورة یاسرعرفات با وی سخن می‌گوید و مهم‌ترین و چالش‌برانگیزترین دورة زندگی خود را که خداحافظی با سیاست و پرداختن صرف به ادبیات است، بازگو می‌کند.